# Аржикур (Сома)
Аржикур (фр. Hargicourt) насеље је и општина у североисточној Француској у региону Пикардија, у департману Сома која припада префектури Мондидје.
По подацима из 2011. године у општини је живело 406 становника, а густина насељености је износила 78,23 становника/km². Општина се простире на површини од 5,19 km². Налази се на средњој надморској висини од 50 метара (максималној 109 m, а минималној 40 m).

## Демографија
| 1962. | 1968. | 1975. | 1982. | 1990. | 1999. | 2011. |
| ----- | ----- | ----- | ----- | ----- | ----- | ----- |
| 323   | 334   | 312   | 341   | 344   | 357   | 406   |

График промене броја становника у току последњих година